# Río Bullilleo
El río Bullilleo a veces Bullileo es un curso natural de agua que nace en la cordillera de los Andes en la Región del Maule, y fluye con dirección general poniente hasta desembocar en el río Longaví.

## Trayecto
El río Bullilleo nace en la cordillera de los Andes en la Región del Maule, y desemboca en el río Longaví.

## Historia
Luis Risopatrón escribió en 1924 en su obra Diccionario Jeográfico de Chile sobre el río:: 195 
Bullileo (Rio) 36° 20' 71° 22'. Tiene unos 200 km² aproximadamente de hoya hidrográfica, llevaba 14,9 m³ de agua por segundo en noviembre de 1918 después de varios dias de una fuerte lluvia, corre hacia el N, mui encajonado en su parte inferior, baña el fundo del mismo nombre i se vacia en la márjen S del curso superior del rio Longaví, a unos 45 kilómetros al E de la ciudad de Parral. 63, p. 357; 85, p. 32; i 126, 1919, p. 339; Bullileo o Bullilevu en 155, p. 89; i Bullilembu en 62, i, p. 310.

## Población, economía y ecología
En su trayecto se encuentra el embalse del mismo nombre en donde descansan sus aguas